# Domsdorf (Uebigau-Wahrenbrück)
Domsdorf war bis 1998 eine eigenständige Gemeinde. Seit dem 27. September 1998 ist es ein Ortsteil der Stadt Uebigau-Wahrenbrück im brandenburgischen Landkreis Elbe-Elster. Von 1952 bis 1993 gehörte Domsdorf zum Kreis Bad Liebenwerda.

## Geographische Lage
Domsdorf liegt an der Landesstraße 60, ca. 10 km nordöstlich von der Stadt Wahrenbrück (Richtung Tröbitz/Finsterwalde) entfernt. Es umfasst eine Gesamtfläche von 7,09 km² und hat eine Einwohnerzahl von 341 Personen. Domsdorf setzt sich aus den Teilen Domsdorf-Ort, Siedlung, Alwine, Louise, Helma und Wahrenbrücker Straße zusammen.

## Geschichte

Domsdorf um 1900

In einer Urkunde vom 30. Juni 1323 wird der Ort erstmals als Domastorf erwähnt. Damals war der Ort im Besitz von Bodo von Ileburg. 1589 hatte Domsdorf 23 Hufen zu ungefähr 20–25 Hektar und war Teil des Amtes Liebenwerda. Im Dreißigjährigen Krieg wurde der Ort stark verwüstet.
Wegen der geringen Bodenqualität konnten nur niedrige bis mittlere Erträge an Getreide, Rüben, Kartoffeln und Futter erwirtschaftet werden. Die Dreifelderwirtschaft (Sommerfrucht, Winterfrucht, Brache) wurde bis in die erste Hälfte des 19. Jahrhunderts angewandt. In der Viehwirtschaft wurden vorwiegend Schweine, Rinder und Schafe gehalten sowie Hühner, Enten und Gänse. Pferde gab es nur vereinzelt.
1815 wurde Domsdorf Teil des Landkreises Liebenwerda, welcher aufgrund der Verträge des Wiener Kongresses gegründet wurde.
Domsdorf hatte nie eine eigene Kirche, die Einwohner waren in den Nachbarorten Beutersitz, Wildgrube, Winkel, Rothstein, Neumühl, Zinsdorf und Wahrenbrück eingepfarrt. Seit der Reformation war die evangelische Konfession vorherrschend im Ort.
1835 zählte das Dorf 29 Wohnhäuser mit 180 Einwohnern. An Vieh wurden 46 Pferde, 176 Stück Rindvieh, 336 Schafe und 39 Schweine gezählt.

Domsdorf auf einer geschichtlichen Karte des Kreises Liebenwerda (1910).

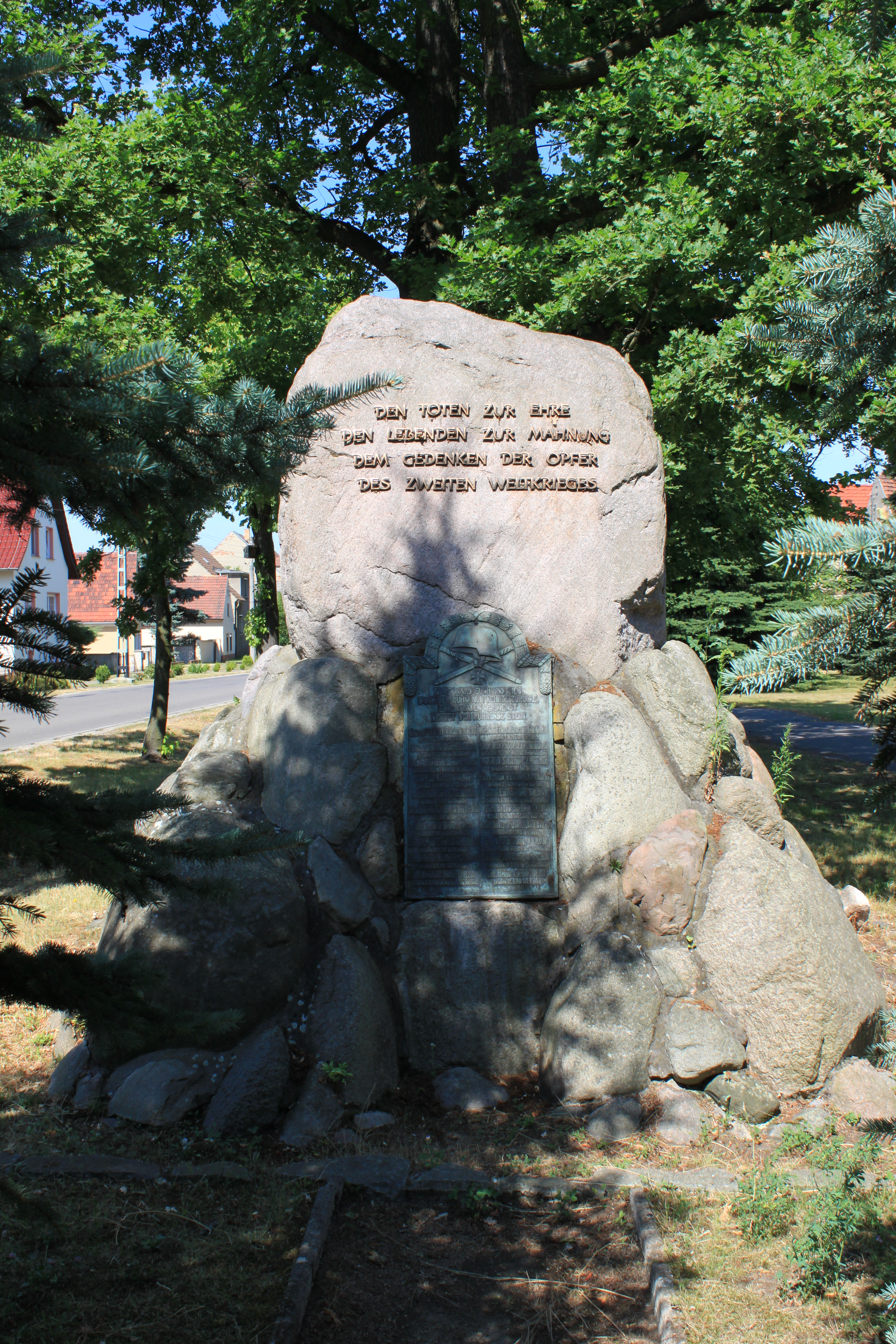
Kriegerdenkmal auf dem Dorfanger

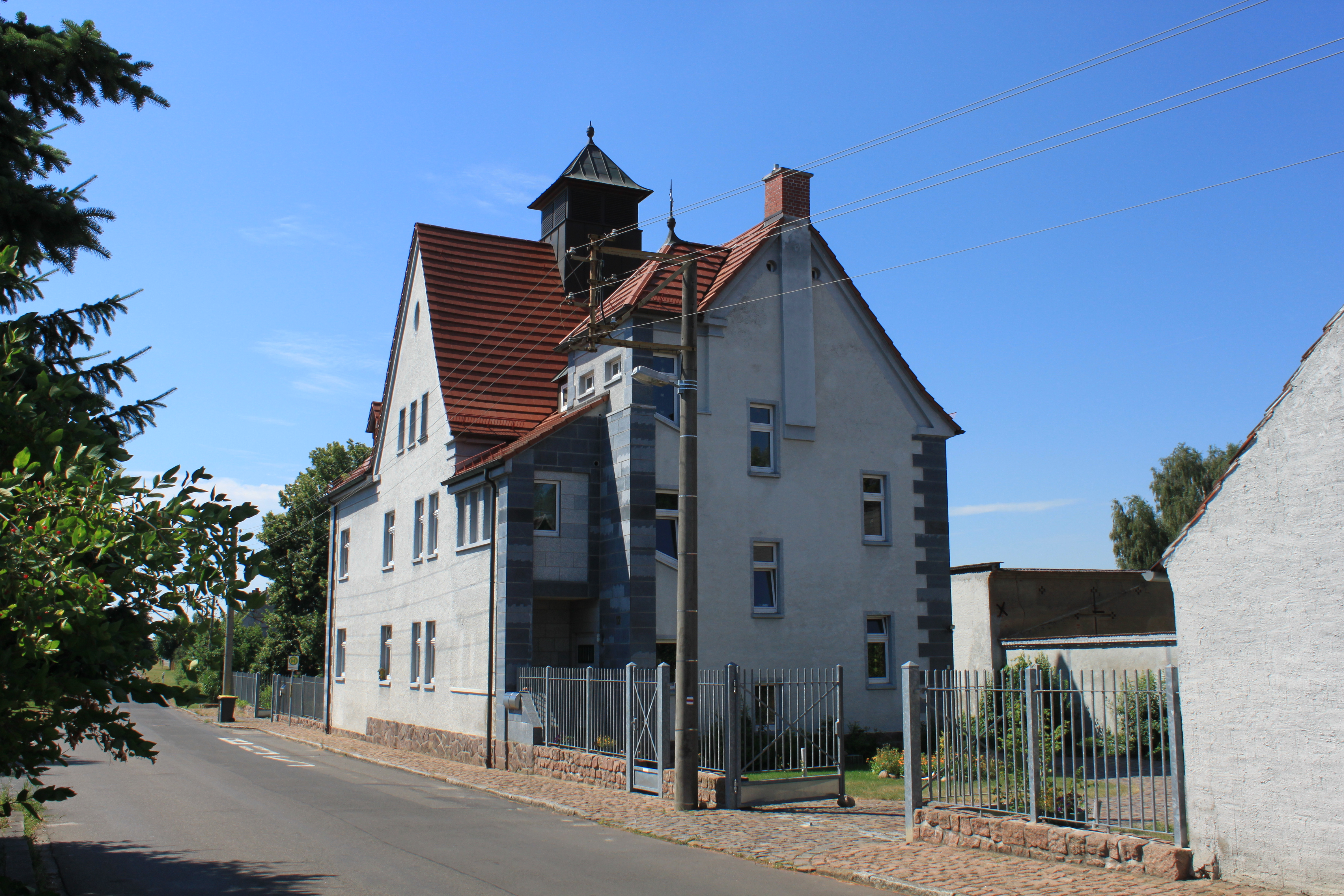
Ehemalige Schule in Domsdorf

Mitte des Jahres 1875 begann der Abbau von Braunkohle in der Region um Domsdorf mit der Grube Liebenwerda oder auch Bismarck. Dieses Unternehmen sollte die Kohle mittels Drahtseilbahn von Domsdorf nach Liebenwerda zur Brikettierung bringen, was sich aber als unwirtschaftlich erwies und 1907 eingestellt wurde. 1876 bis 1918 wurde Kohle aus der Grube Louise – Alwine gewonnen. Weitere Gruben wie Therese, Bernhard Wilhelm, Wilhelmine, Michael, Paukisch, Maasdorf und Lubwart existierten in der Zeit von 1877 bis 1906. 1882 eröffnet die Brikettfabrik Louise, welche bis 1991 zur Brikettierung genutzt und dann in ein technisches Museum umgewandelt wurde.
1904/1905 wurde die Dorfstraße von den Einwohnern mitgebaut, wobei der Ort seine erste Wasserleitung erhielt. Die Straße wurde mit Granitsteinen gepflastert, Linden wurden angepflanzt und der Dorfteich verfüllt.
Nach dem Bau der Turbinenzentrale der Brikettfabrik Louise im Jahre 1908 wurde 1911 auch mit der Elektrifizierung von Domsdorf begonnen. Auch die Schule entstand im Jahre 1911 mit 2 Klassenräumen und 2 Lehrerwohnungen.
1913 wurde die Friedenseiche im Zentrum des Ortes gepflanzt. 1921 wurde ein Denkmal für die gefallenen Domsdorfer Männer im Ersten Weltkrieg aus schwedischem Granit errichtet, das 1992 eine zusätzliche Tafel für die Gefallenen des Zweiten Weltkrieges erhielt. Ein anderes Denkmal erinnert seit 1985 an den am 19. Februar 1945 im Zuchthaus Brandenburg hingerichteten antifaschistischen Widerstandskämpfer Max Borrack, der als Sozialdemokrat Mitglied der Widerstandsgruppe Saefkow-Jacob war.
1925 wurde die Freiwillige Feuerwehr gegründet. Durch die Grundwasserabsenkung im Bergbau wurde 1928 der Bau eines Wasserwerkes zur Versorgung mit Trinkwasser notwendig.
1960 wurden die bäuerlichen Betriebe im Rahmen der sozialistischen Umgestaltung der Landwirtschaft in eine LPG Martin Andersen Nexö überführt.
In den zwanziger Jahren des 20. Jahrhunderts entstand die Siedlung Domsdorf, um weitere Bergarbeiterfamilien anzusiedeln. 1972 entstand ein Kindergarten im Ort, welcher mit der Gemeinde Rothstein gemeinsam genutzt wurde und eine Gemeindeküche enthielt. 1977 wurde Domsdorf Mitglied im Gemeindeverband Tröbitz, was eine bessere Koordinierung beim Ausbau der Infrastruktur sichern sollte.
Nach 1992 wurden die Abwasserentsorgung und das Telefonnetz verbessert.

### Einwohnerentwicklung
| Jahr | Einwohner | Jahr | Einwohner |
| ---- | --------- | ---- | --------- |
| 1816 | 136       | 1960 | 649       |
| 1835 | 180       | 1986 | 535       |
| 1848 | 177       | 1991 | 508       |
| 1907 | 577       | 1998 | 455       |
| 1919 | 618       | 2012 | 433       |
| 1936 | 630       | 2016 | 341       |
| 1946 | 851       | 2019 | 308       |
| 1956 | 853       |      |           |

## Kultur und Sehenswürdigkeiten

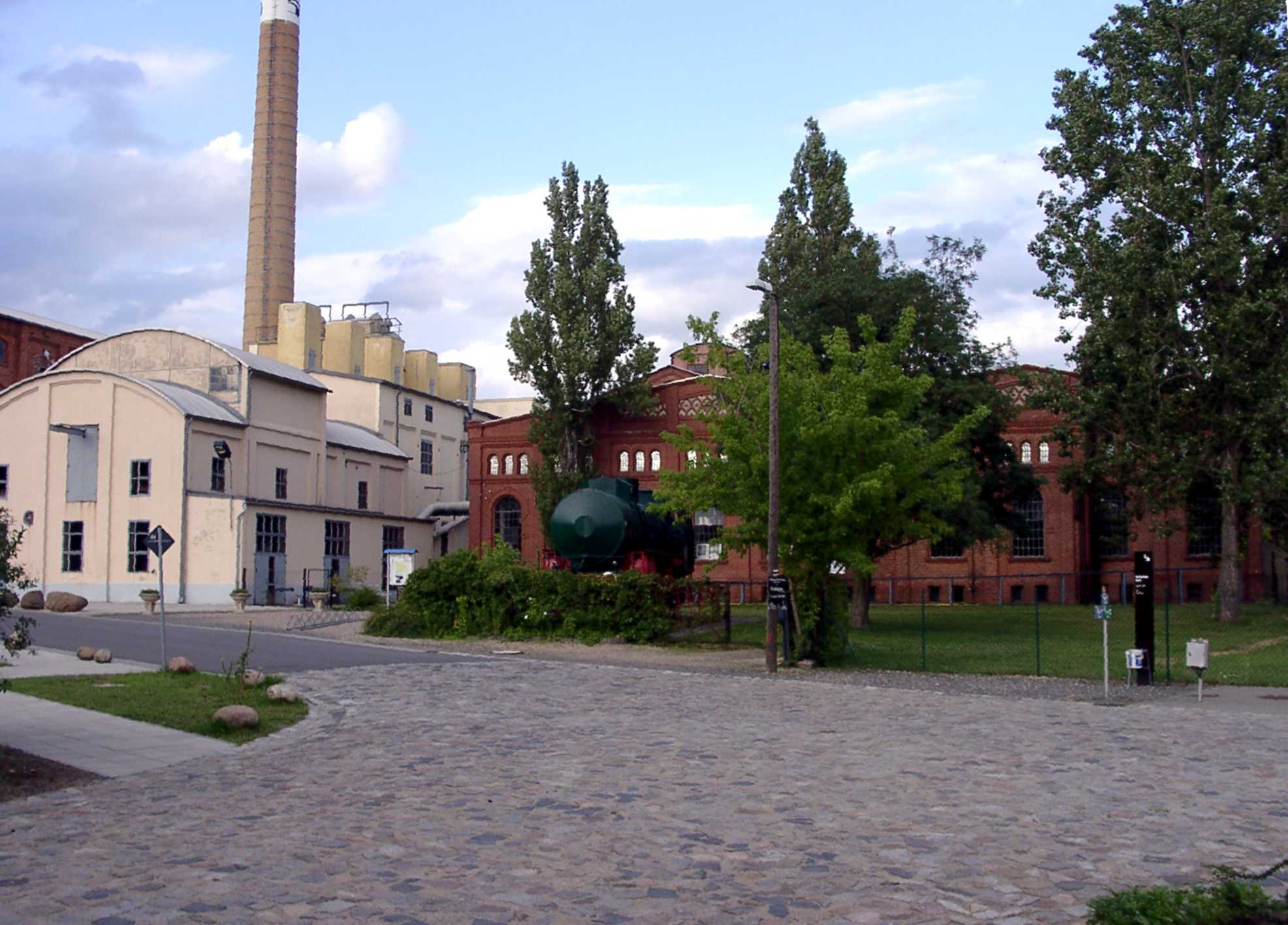
Brikettfabrik Louise

Seit 1995 gibt es im Ort einen Kultur- und Heimatverein, der regelmäßig Veranstaltungen organisiert. Mit Einwohnern aus Tröbitz sind die Sängervereinigung Concordia Domsdorf-Tröbitz 1899 e. V. in zwei Chören aktiv. Viele Senioren sind in der Interessengemeinschaft Volkssolidarität Domsdorfer Senioren organisiert. Seit 1994 gibt es den Freundeskreis Technisches Denkmal Brikettfabrik Luise Domsdorf e. V., welcher sich aktiv um die Erhaltung und Vermarktung dieses Denkmals bemüht. Schon seit Anfang der 80er Jahre besteht ein Jugendclub im Ort. Auch ein Turnverein bestand im Ort.

## Persönlichkeiten

### Söhne und Töchter des Ortes
- Max Borrack (1901–1945), antifaschistischer Widerstandskämpfer
- Thomas Dittrich (* 1964), Badmintonspieler

### Persönlichkeiten, die vor Ort gewirkt haben
- Jürgen Bartholomäus, Vorsitzender des Fördervereins Brikettfabrik Louise e. V., Denkmalpflegepreisträger des Landes Brandenburg im Jahr 2000 (gestorben 2024)